# Верхнеозёрский (Воронежская область)
Верхнеозёрский — посёлок в Таловском районе Воронежской области.
Входит в состав Каменно-Степного сельского поселения. Ранее входил в состав упразднённого Михинского сельского поселения.

## География

### Улицы
- ул. Докучаева
- ул. Мичурина
- ул. Молодёжная
- ул. Смирнова
- ул. Солнечная
- ул. Тимирязева

## Население
| 2010 |
| ---- |
| 440  |